# Carantoña (Miño)
Carantoña o San Julián de Carantoña (llamada oficialmente San Xulián de Carantoña) es una parroquia del municipio de Miño, en la provincia de La Coruña, Galicia, España.

## Entidades de población
Entidades de población que forman parte de la parroquia:
- A Fontebieita
- A Granxa
- A Sapeira
- As Infestas
- Breanca (Breanca de Carantoña)
- Carantoña (O Chao de Carantoña)
- Fontao (O Fontao)
- Lameira (A Lameira)
- Os Croios
- Pedrosas (As Pedrosas)
- Portobello (Portovello)
- Torrelonga (A Torrelonga)
- Xuncal (O Xuncal)

## Despoblados
- Escurial (O Escorial)
- Parruchas (As Parruchas)

## Demografía
| Gráfica de evolución demográfica de Carantoña entre 2000 y 2018 |
|                                                                 |
| Población de derecho según el padrón municipal del INE          |